# マックス・マニックス
マックス・マニックス（Max Mannix）は、オーストラリア出身の映画監督・脚本家、元ラグビー選手・指導者。

## 略歴
1984年から1985年まで、オーストラリアのラグビーリーグチーム・カンタベリー・バンクスタウン・ブルドッグスで、1986年と1988年にイラワラ・スティーラーズで選手として活躍。また、カンタベリーなどでディフェンスコーチを務めた。
日本で11年間暮らし、英語教師として働いていた。
映画脚本家・監督として活動していたが、2015年4月から8月まで、ラグビー日本代表のヘッドコーチを務めるエディー・ジョーンズのもとで、スポット（短期の）ディフェンススキルコーチを担当した。その期間を含めたラグビー日本代表の4年間を、映画「ブライトン・ミラクル」として脚本・監督を手掛け、2019年に公開した。

## 作品
- 情熱のステップ Dance of the Dragon (2008) - 監督・脚本
- トウキョウソナタ (2008) - 脚本
- レイン・フォール/雨の牙 Rain Fall (2009) - 監督・脚本
- ドラマ 東京裁判Tokyo Trial (2017) - 脚本
- ブライトン・ミラクル The Brighton Miracle (2019) - 監督・脚本